# Discocactus
Discocactus es un género de plantas suculentas perteneciente a la familia Cactaceae. Contiene 15 especies aceptadas y son nativas de Brasil, Bolivia y Paraguay.

## Descripción
Las especies de este género son de crecimiento generalmente solitario y su forma va de discoide a globosa deprimida. Su crecimiento es extremadamente lento y poseen grandes rizomas profundos enterrados en el suelo. Las raíces son algo finas y ramificadas, y se extienden cercanas a la superficie pudiendo alcanzar una longitud de 1 a 2 m, ya que las plantas crecen sobre rocas o en lugares muy pedregosos.
Los tallos suelen presentar numerosas costillas ligeramente ensanchadas en la base, con tubérculos bien desarrollados. Sobre ellos se asientan areolas que por lo general suelen estar cubiertas por fuertes espinas. 
En el ápice de las planta adultas se forma una estructura lanosa llamada cefalio, el cual mide hasta 4 cm de altura y aparece ligeramente deprimido. Es de color blanco o con matices de amarillentos a grises y puede presentar espinas erizadas. Esta estructura protege el extremo apical más sensible de la planta, tanto de las incidencias del frío nocturno como de las radiaciones ultravioletas demasiado intensas. Además, se cree que este cefalio tiene una función de atracción de polinizadores, ya que incluso antes de aparecer las flores suelen ser muy vistosos.
Las flores son blancas, de aroma dulce (fragantes) y tienen forma de embudo o tubular. Surgen en el borde del cefalio, se abren por la noche y son polinizadas por polillas. Su pericarpelo aparece desnudo en la base y está cubierto de escamas en la parte superior, aunque carece de lana y pelos. El tubo floral es delgado y con escamas. Florecen en verano.
Los frutos son de color blanco a rosado o rojo brillante. Su forma va de esférica a alargada y son ligeramente carnosos. Cuando están maduros se abren por una hendidura vertical y conservan restos florales persistentes. En su interior contienen semillas negras brillantes y de forma ovalada a casi esférica. Tienen una testa fuertemente tuberculada y miden de 2 a 2,5 mm de largo.

## Distribución
El área de distribución nativa de este género va desde Brasil hasta Bolivia y Paraguay.

## Taxonomía
El género fue descrito por el botánico alemán Ludwig Karl Georg Pfeiffer y publicado en la revista científica Allgemeine Gartenzeitung 5: 241 en 1837.
Etimología
Discocactus: nombre genérico formado a partir de las palabras griegas diskos (que significa 'disco', en el sentido de 'plano') y kaktos (que significa 'cardo' o 'planta espinosa'), haciendo referencia al carácter discoidal y aplanado de la mayoría de sus especies.

## Especies aceptadas
Actualmente, el género Discocactus consta de 15 especies aceptadas según Plants of the World Online (POWO):
| Imagen | Nombre científico                                    | Distribución                                                                    |
| ------ | ---------------------------------------------------- | ------------------------------------------------------------------------------- |
|        | Discocactus bahiensis Britton & Rose                 | Noreste de Brasil (Ceará y Bahía)                                               |
|        | Discocactus boliviensis Buining & Brederoo           | Bolivia                                                                         |
|        | Discocactus buenekeri W.R.Abraham                    | Noreste de Brasil (Bahía)                                                       |
|        | Discocactus catingicola Buining & Brederoo           | Brasil (desde Goiás hasta Bahía)                                                |
|        | Discocactus diersianus Esteves Pereira               | Centro de Brasil                                                                |
|        | Discocactus fariae-peresii P.J.Braun                 | Centro oeste de Brasil (Goiás)                                                  |
|        | Discocactus ferricola Buining & Brederoo             | Desde el este de Bolivia hasta el centro oeste de Brasil (Mato Grosso del Sur). |
|        | Discocactus hartmannii (K.Schum.) Britton & Rose     | Desde Paraguay hasta el centro oeste de Brasil (Goiás y Mato Grosso del Sur)    |
|        | Discocactus heptacanthus (Barb.Rodr.) Britton & Rose | Centro oeste de Brasil (hasta Tocantins)                                        |
|        | Discocactus horstii Buining & Brederoo               | Sudeste de Brasil (Minas Gerais: Municipio de Grão-Mogol)                       |
|        | Discocactus petr-halfarii Zachar                     | Noreste de Brasil (Bahía)                                                       |
|        | Discocactus piscibarbarus N.P.Taylor & Olsthoorn     | Sudeste de Brasil (Minas Gerais)                                                |
|        | Discocactus placentiformis (Lehm.) K.Schum.          | Brasil (Bahia, Minas Gerais y Mato Grosso)                                      |
|        | Discocactus pseudoinsignis N.P.Taylor & Zappi        | Sudeste de Brasil (Minas Gerais)                                                |
|        | Discocactus zehntneri Britton & Rose                 | Noreste de Brasil                                                               |

## Estado de conservación
Todas las especies de Discocactus son consideradas amenazadas o en peligro de extinción. Las razones intrínsecas de esto son el pequeño número de poblaciones por especie, los tamaños poblacionales generalmente reducidos y la especificidad del hábitat, lo que lleva a poblaciones muy localizadas. Estos factores hacen que las poblaciones de Discocactus sean extremadamente vulnerables a la modificación y destrucción del hábitat, así como a la recolección. Muchas especies habitan en áreas del Cerrado, un tipo de vegetación que cubre áreas con suelos deficientes en nutrientes, que sin embargo ha sido sistemáticamente destruido, ya que las áreas ocupadas por esta vegetación se convierten progresivamente en áreas agrícolas, especialmente para plantaciones de soja. 
Además las especies de Discocactus son muy ornamentales y la colección comercial o de hobby de plantas y semillas es otro factor que pone en peligro las poblaciones naturales. Como resultado, todo el género está incluido en el Apéndice I de CITES, y algunas especies también están incluidas en listas federales y regionales de especies amenazadas en Brasil.